# 劉易斯·芒福德
刘易斯·芒福德（英語：Lewis Mumford，1895年10月19日—1990年1月26日），美国历史学家，技术哲学家，著名文学评论家。以其对城市和城市建筑的研究闻名，是个兴趣广泛的作家。芒福德深受苏格拉底学派帕特里克·格迪斯爵士作品的影响。
与芒福德同时代相交的名人还有弗兰克·劳埃德·赖特、弗雷德里克·奥斯本（Frederic Osborn）、埃德蒙·N·培根（Edmund N. Bacon）和万尼瓦尔·布什。

## 重要著作
刘易斯·芒福德最著名的作品是《城市发展史》（The City in History），這本書展現城市是如何因人類文明而改變，紀錄從團體部族到中世紀城鎮到現在的商業城市。芒福德為現在的城市發展感到憂慮，因為他認為世界並不是被機械所統治的，而是在跟自然之間取得平和並共存。他的理想願景是那些能夠被描繪成「有機城市」的理想城市，這樣的城市中文化的重要性尚未被科技所篡，也沒有被它威脅。Mumford對比這些理想城市與那些被戰爭、暴君與財產包圍的城市的差異。然而這本著作並不是在攻擊城市本身，而是展現城市進化與成長的過程，包含它是如何出現的、它會走向哪裡。